# Zollerhalde
Das Naturschutzgebiet Zollerhalde liegt am Westhang des Zollers auf dem Gebiet der Gemeinde Bisingen im Zollernalbkreis in Baden-Württemberg. Es wurde im Jahr 1993 durch das Regierungspräsidium Tübingen ausgewiesen.

## Lage
Das Gebiet erstreckt sich nordöstlich des Kernortes Bisingen und östlich von Zimmern, einem Teilort von Bisingen. Nördlich verläuft die B 27, unweit östlich erhebt sich die Burg Hohenzollern. Das Gebiet liegt im Naturraum Südwestliches Albvorland.
Das Schutzgebiet liegt in der geologischen Einheit des Mitteljuras und zudem auf dem Hohenzollerngraben. Die anstehenden Gesteine reichen von der Wendelsandstein-Formation am Oberhang bis zur Opalinuston-Formation am Unterhang. Im Südosten steht im Wesentlichen Weißjura-Hangschutt an.

## Schutzzweck
Der Schutzzweck ist laut der Schutzgebietsverordnung:
- „der Schutz eines vielfältig strukturierten Landschaftsteils am Hangfuß des Zollerberges mit der daran gebundenen extensiven land‑ und forstwirtschaftlichen Nutzung als Lebensraum für gefährdete und geschützte Pflanzen‑ und Tierarten;
- die Erhaltung der landschaftsprägenden Schönheit des Gebietes als kulturhistorisch bedeutsamer Bereich, an dem sich die Nutzungsgeschichte dieser Region nachweisen läßt;
- die Optimierung und Weiterentwicklung dieses Gebietes.“[2]

## Flora und Fauna
An der Zollerhalde wurden bislang 325 Pflanzenarten nachgewiesen, darunter  das Sommer-Adonisröschen (Adonis aestivalis), das Aufrechte Knabenkraut (Orchis mascula) und die Trollblume (Trollius europaeus).
Des Weiteren wurden 208 Schmetterlingsarten, darunter die Bunte Ligustereule (Polyphaenis sericata) und der Quendel-Ameisenbläuling (Maculinea arion), sowie zahlreiche weitere Tierarten, wie der Scheinbockkäfer Oncomera femorata oder die Pechschwarze Tapezierspinne (Atypus piceus), im Gebiet nachgewiesen.

## Zusammenhängende Schutzgebiete

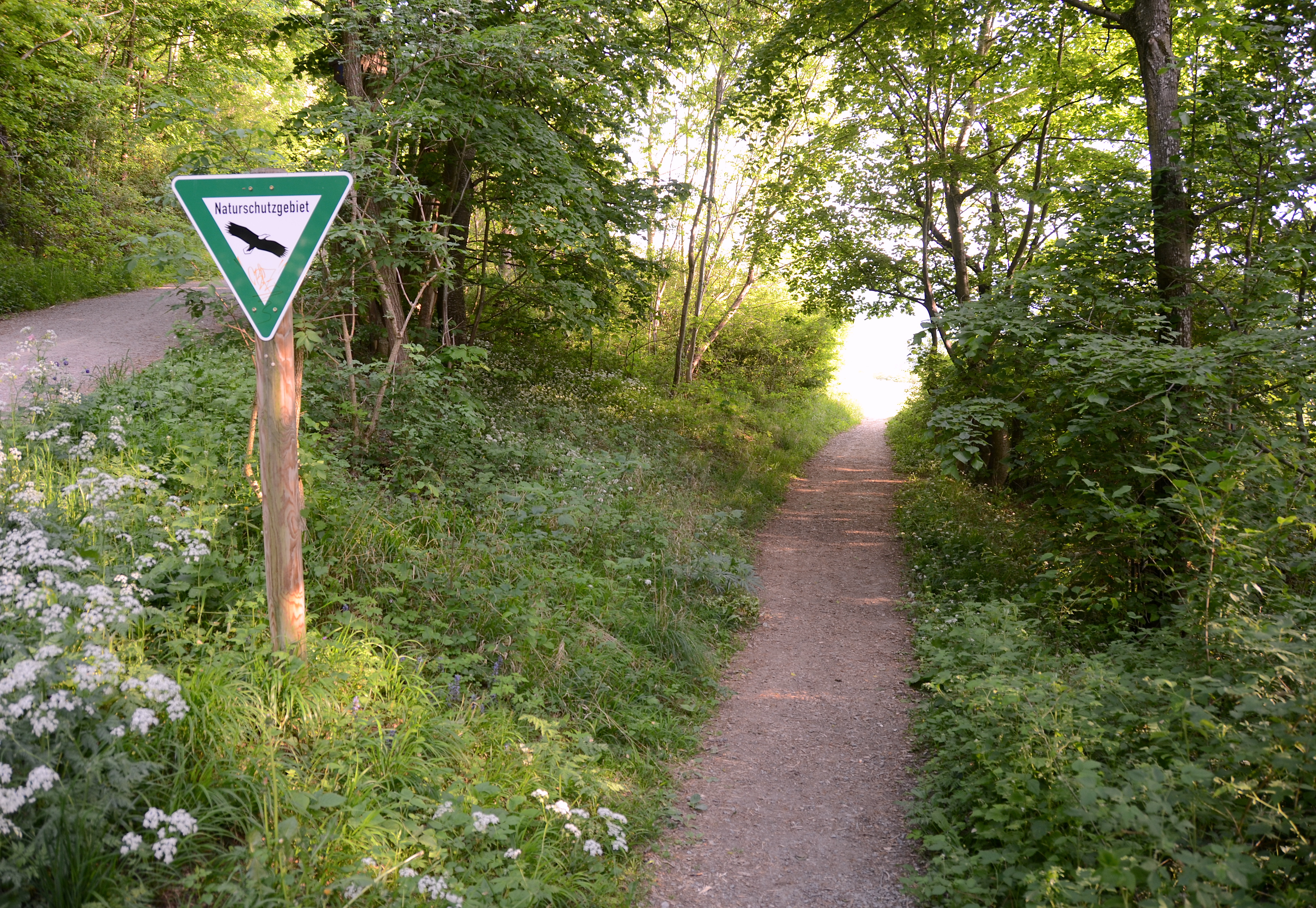

Das Naturschutzgebiet Zollerhalde ist Teil des FFH-Gebiets Gebiete zwischen Bisingen, Haigerloch und Rosenfeld und des Vogelschutzgebiets Südwestalb und Oberes Donautal. Im Norden, Osten und Süden schließt das Landschaftsschutzgebiet Oberes Starzeltal und Zollerberg an. Eine Linde an der Zollerauffahrt ist zudem als Naturdenkmal eingetragen.